# Rhododendron arboreum
Espèce
Rhododendron arboreum, aussi nommé Burans, Laligurans ou simplement Gurans (en népalais गुराँस) au Népal, est une espèce de plantes à fleurs de la famille des Ericaceae. C’est un arbuste (et parfois même un arbre) originaire d'Asie.
Cette espèce a été décrite pour la première fois en 1805 par le botaniste britannique James Edward Smith (1759-1828).  

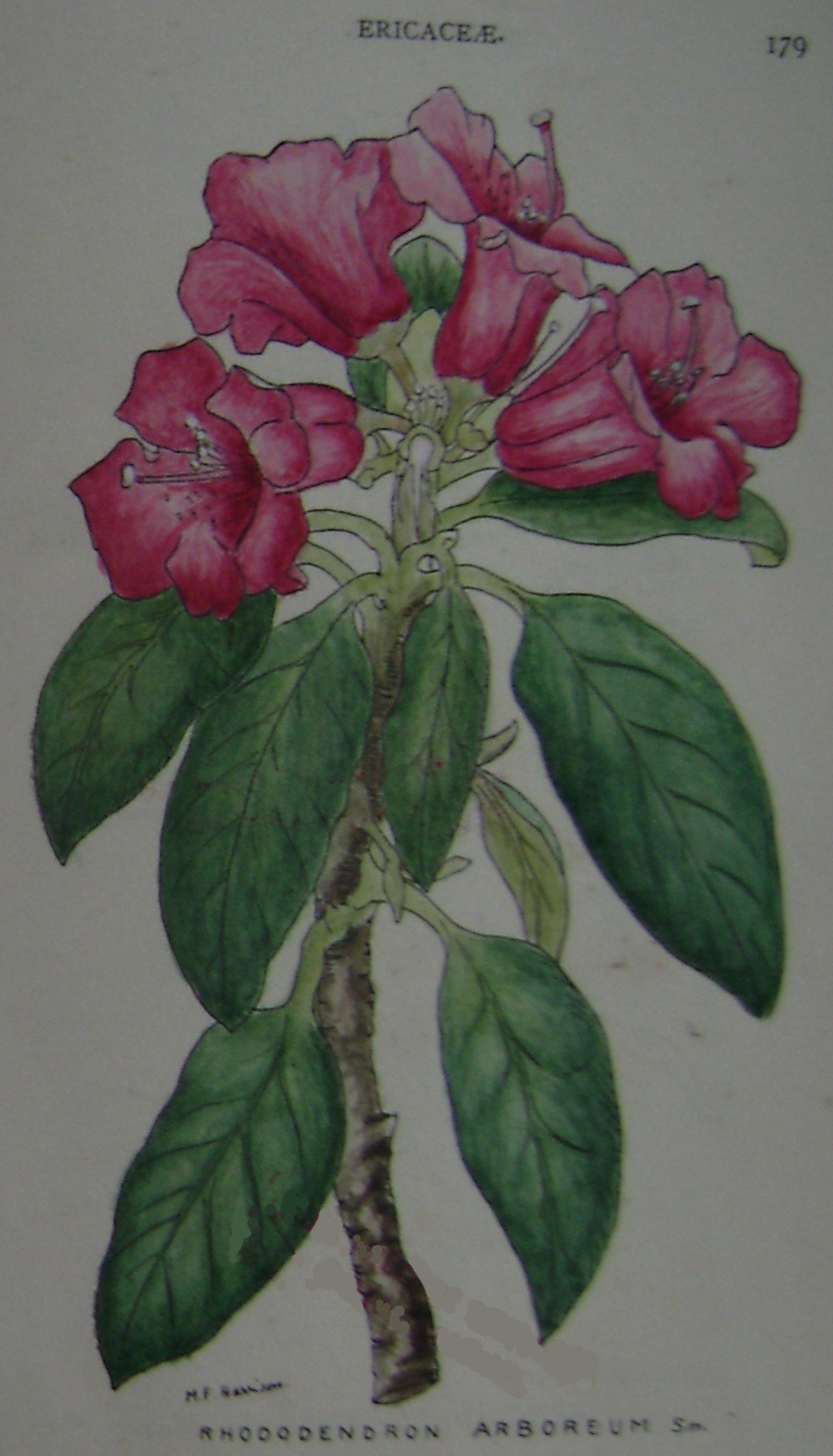
Lithographie publiée en 1915 de Philip Furley Fison (1877-1947), botaniste et enseignant en Inde.

L'espèce est trouvée au Bhoutan, en Chine, en Inde, au Myanmar, au Népal, au Sri Lanka, au Pakistan et en Thaïlande. La fleur est l'emblème national du Népal. En Inde, l'arbre est l’emblème de l'état du l'Uttarakhand et la fleur est l'emblème de l'état du Nagaland. 

## Liste des sous-espèces et variétés
Selon Catalogue of Life (4 mars 2014) :
- sous-espèce Rhododendron arboreum subsp. albotomentosum
- sous-espèce Rhododendron arboreum subsp. arboreum
- sous-espèce Rhododendron arboreum subsp. nilagiricum
- sous-espèce Rhododendron arboreum subsp. zeylanicum
- variété Rhododendron arboreum var. cinnamomeum
- variété Rhododendron arboreum var. roseum

Selon The Plant List (4 mars 2014) :
- variété Rhododendron arboreum var. cinnamomeum (Wall. ex G. Don) Lindl.
- variété Rhododendron arboreum var. roseum Lindl.

Selon Tropicos (4 mars 2014) (Attention liste brute contenant possiblement des synonymes) :
- sous-espèce Rhododendron arboreum subsp. campbelliae (Hook. f.) Tagg
- sous-espèce Rhododendron arboreum subsp. cinnamomeum (Wall. ex G. Don) Tagg
- sous-espèce Rhododendron arboreum subsp. delavayi (Franch.) D.F. Chamb.

reclassé en Rhododendron delavayi Franchet
- sous-espèce Rhododendron arboreum subsp. windsori Nutt.
- variété Rhododendron arboreum var. album Wall.
- variété Rhododendron arboreum var. arboreum
- variété Rhododendron arboreum var. cinnamomeum (Wall. ex G. Don) Lindl.
- variété Rhododendron arboreum var. peramoenum (Balf. f. & Forrest) D.F. Chamb.
- variété Rhododendron arboreum var. roseum Lindl.